# Macrolepiota clelandii
Macrolepiota clelandii là một loài nấm trong họ Agaricaceae. Loài nấm này được Cheryl A. Grgurinovic mô tả năm 1997 Không có phân loài.
Loài này được tìm thấy ở Australia và New Zealand, nơi chúng có quả thể đơn lẻ hoặc theo nhóm nhỏ trên mặt đất trong rừng bạch đàn, công viên, lề đường. Cây nấm cao tới khoảng 20 cm, với mũ nấm rộng bao phủ với vòng đặc biệt vảy màu nâu sẫm. Nấm này ăn được.

## Phân loại
Macrolepiota clelandii đã chính thức được mô tả bởi nhà nghiên cứu nấm Cheryl Grgurinovic trong tác phẩm Larger Fungi of South Australia của bà năm 1997. Trước đây, nhà tự nhiên học người Úc John Burton Cleland đã gọi loại nấm macrolepiota procera, một loài nấm đã phân bố rộng khắp, phổ biến nhưng nay đã không còn ở Úc. Grgurinovic xác định đơn vị phân loại của Cleland, đặc trưng bởi có đài có hai bào tử, như một loài riêng biệt. Việc sưu tập mẫu đã được thực hiện bởi Cleland vào năm 1912, gần sông Hawkesbury ở New South Wales. Tên chi tiết clelandii để vinh danh công việc trước đó của Cleland trong việc ghi chép tài liệu về các loài sinh nhiều lần trong những năm đầu thế kỷ 20. 